# Мирзаев, Тохир
Тохир Мирзаев (род. 24 августа 1976) — киргизский футболист.

## Биография
Начал взрослую карьеру в 1993 году в клубе «Шахтёр» (Таш-Кумыр), игравшем в высшей лиге Кыргызстана. В 1994 году перешёл в ошский «Алай», а с 1996 года выступал за объединённую команду «Динамо-Алай». В 1996 году стал бронзовым призёром чемпионата страны, а в 1994, 1997, 1998, 2000 годах — финалистом Кубка Кыргызстана. Со временем потерял место в основе команды, в 2001 году не сыграл ни одного матча, а вторую половину 2002 года провёл в составе аутсайдера высшей лиги «Кара-Шоро» (Узген). Однако после разделения «Динамо» и «Алая» в 2003 году стал игроком основы динамовцев и среди бомбардиров команды занял второе место с 7 голами, уступив только Мирлану Мирзалиеву. После расформирования «Динамо» провёл сезон 2004 года в составе «Алая», о дальнейших выступлениях сведений нет.